# Sillon mylo-hyoïdien
Le sillon mylo-hyoïdien (ou gouttière mylo-hyoïdienne) est un sillon étroit oblique en bas et en avant de la face médiale de la branche de la mandibule.
Il débute sur le bord inférieur du foramen mandibulaire et se poursuit à l'avant sur le corps de la mandibule par la ligne mylo-hyoïdienne.
Il donne le passage aux vaisseaux et nerf mylo-hyoïdiens.